# Calandrella
Calandrella és un gènere d'ocells de la família dels alàudids (Alaudidae ).

## Taxonomia
Segons la Classificació del Congrés Ornitològic Internacional (versió 13.1, 2023) aquest gènere està format per 6 espècies:
- Calandrella acutirostris - terrerola de Hume.
- Calandrella dukhunensis - terrerola oriental.
- Calandrella blanfordi - terrerola de Blanford.
- Calandrella eremica - terrerola de capell lleonat.
- Calandrella cinerea - terrerola de capell rogenc.
- Calandrella brachydactyla - terrerola comuna.